# فقر الدم الانحلالي المكتسب
مرض فقر الدم الانحلالي المكتسب هو أحد أنواع فقر الدم الانحلالي ويُقسم إلى أشكالٍ مناعية وغيرِ مناعية من فقر الدم الانحلالي.

## التصنيف

### مناعية
- فقر الدم الانحلالي المناعي الذاتي[1]
  - فقر الدم الانحلالي المناعي الذاتي الناتج عن الأجسام المضادة الدافئة[1]
    - مجهول السبب[2]
    - مرتبط بمتلازمة نقص المناعة الأولية/خلل التنظيم المناعي.[2]
    - الورم اللمفاوي أو سرطان الدم الليمفاوي المزمن المرتبط به.[2]
    - ثانوية لأورام خبيثة أخرى.[2]
    - مرتبط بمرض الذئبة الحمامية الجهازية أو اضطرابات الكولاجين الوعائية الأخرى.[2]
    - ثانوية للعدوى الفيروسية.[2]

  - فقر الدم الانحلالي المناعي الذاتي الناتج عن الأجسام المضادة الباردة[2]
  - بيلة الهيموجلوبين الباردة الانتيابية[2]
  - فقر الدم الانحلالي المناعي الذاتي الناجم عن الأدوية[2]
- فقر الدم الانحلالي المناعي[1]
  - مرض انحلال الدم عند الأطفال حديثي الولادة (HDN)[1]
    - مرض الريسوس (Rh D)[1]
    - مرض انحلال الدم الوليدي عند الأطفال حديثي الولادة[1]
    - مرض انحلال الدم المضاد لـ كيل عند الأطفال حديثي الولادة[1]
    - مرض انحلال الدم الريسوس سي عند الأطفال حديثي الولادة[1]
    - مرض انحلال الدم الناتج عن عامل ريسوس E عند الأطفال حديثي الولادة[1]
    - عدم توافق فصائل الدم الأخرى (RhC، Rhe، Kidd، Duffy، MN، P وغيرها)[1]

  - تفاعلات نقل الدم الانحلالي المناعي (أي من فصيلة دم غير متوافقة)[1]

### غير مناعية
- فقر الدم الانحلالي الرضحي[2]
  - التأثير[2]
  - عيوب الأوعية الدموية الكبرى-الأطراف الصناعية[2]
  - الأسباب الدقيقة للأوعية الدموية[2]
    - انحلال الدم المنتشر داخل الأوعية الدموية[2]
    - البرفرية الخثارية قليلة الصفائح الدموية[2]
    - متلازمة انحلال الدم اليوريمية النموذجية وغير النموذجية[2]
    - تشوهات الأوعية الدموية الدقيقة الأخرى

  - فرط نشاط الطحال[2]
  - فقر الدم الانحلالي بسبب التأثيرات السامة على الغشاء
    - فقر الدم الناجم عن الخلايا النخرية
    - السموم الخارجية
      - لدغات الحيوانات أو العناكب[2]
      - المعادن
      - المركبات العضوية[2]

    - العوامل المعدية
- بيلة الهيموجلوبين الانتيابية الليلية (PNH)

## التاريخ
ظهر مصطلح "فقر الدم الانحلالي المكتسب" في أوائل القرن العشرين.

## قراءة إضافية
- Frewin، Rebecca (2014). "Biochemical aspects of anaemia". Clinical Biochemistry: Metabolic and Clinical Aspects. Elsevier. DOI:10.1016/b978-0-7020-5140-1.00027-4. ISBN:978-0-7020-5140-1.